# Stocklarn

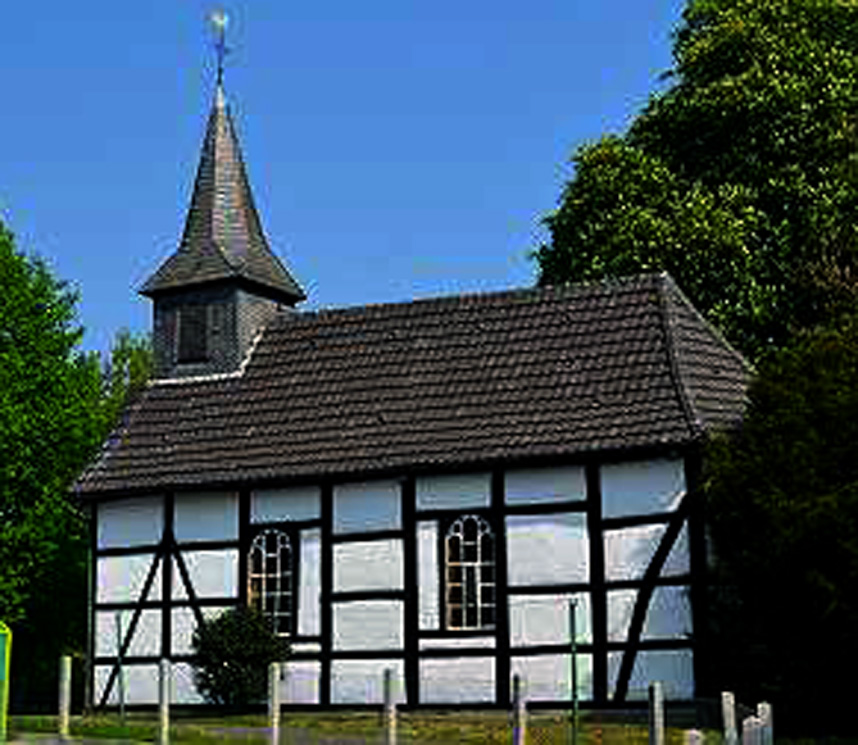
St.-Antonius-Kapelle

Stocklarn ist ein Ortsteil der Gemeinde Welver im Kreis Soest (Nordrhein-Westfalen). 
Der landwirtschaftlich geprägte Ort ist ein Reihendorf. Um alle Höfe, die zu beiden Seiten des Dorfbaches stehen, zieht sich zur Feldseite hin eine Ringstraße. Es gibt einen landwirtschaftlichen Vollerwerbs- und sechs Nebenerwerbsbetriebe. Ein Fleisch- und Wurstwarenherstellungsbetrieb, eine Schreinerei und ein Landmaschinentechniker bieten nur wenige Arbeitsplätze. 

## Geschichte
Der Ort wurde 1289 urkundlich erwähnt. Stocklarn wurde am 1. Juli 1969 mit anderen Dörfern zur neuen Gemeinde Welver zusammengeschlossen.

## Sehenswürdigkeiten
- Die evangelische denkmalgeschützte Antoniuskapelle ist historischer Mittelpunkt des Dorfes. Stocklarn war die letzte Gemeinde, die sich 1583 vom katholischen Glauben abkehrte. Das Fachwerkgebäude wurde 1722 errichtet. Der die Kapelle umgebende Friedhof wurde bis 1882 belegt.